# Ландшафт-Зильт (управление)
Ландшафт-Зильт (нем. Landschaft Sylt) — управление (амт) в Германии, земля Шлезвиг-Гольштейн, район Северная Фрисландия. Администрация управления располагается в коммуне Зильт, которая не принадлежит управлению, а просто предоставляет административные услуги.

## Административное устройство
Управление Ландшафт-Зильт состоит из следующих коммун (численность населения на 31 декабря 2018 года):
- Веннингштедт-Брадеруп (1590)
- Кампен (473)
- Лист (1483)
- Хёрнум (887)